# Филмографија Ритика Рошана
Ритик Рошан је индијски глумац познат по свом раду у боливудским филмовима. Као дете, појавио се у три филма које је режирао његов деда по мајци, Џ. Ом Пракаш, а први од њих био је Aasha (1980). Године 1986, Рошан је глумио усвојеног сина карактера кога је тумачио Раџиникант у Пракашовој крими драми Bhagwaan Dada. Рошан је потом радио као помоћник режисера у четири филма, укључујући филмове Khudgarz (1987) и Karan Arjun (1995), а све њих је режирао његов отац, Ракеш.
Прву главну улогу Ритик је тумачио насупрот Амиши Пателу у филму Kaho Naa... Pyaar Hai (2000), веома успешној романтичној драми коју је режирао његов отац, а за коју је освојио две награде Филмфер—за најбољи мушки деби и за најбољег глумца. Године 2001, Рошан је играо споредну улогу у мелодрами Карана Џохара под називом Kabhi Khushi Kabhie Gham.... Овај почетни успех био је праћен серијом критички и комерцијално неуспешних улога, укључујући филмове Aap Mujhe Achche Lagne Lage (2002) и Main Prem Ki Diwani Hoon (2003), што је навело критичаре на закључак да је Рошанова каријера готова. Ипак, изгледи за његову каријеру побољшали су се 2003. године када је играо улогу ментално оболелог тинејџера у научнофантастичном филмиу његовог оца под називом Koi... Mil Gaya. Филм се на крају нашао на врху листе Боливудских филмова са највише зараде те године и Рошану донео награду за најбољег глумца по избору критичара као и награду за најбољег главног глумца. Његов следећи филм, ратна драма Lakshya (2004), није била толико комерцијално успешна, иако је добила позитивне критике.
Године 2006, Рошан се појавио у два Боливудска филма са највишом зарадом за ту годину. Тумачио је истоименог суперхероја у филму Krrish, који је представљао наставак филма Koi... Mil Gaya, а освојио је и награду за најбољег глумца на Филмверовој додели за улогу лопова у авантуристичком филму Dhoom 2. Две године касније, освојио је своју четврту по реду Филмерову награду за најбољег главног глумца за улогу могулског цара Акбара у романси Ашутоша Говарикера под називом Jodhaa Akbar (2008). Рошан је потом глумио у два комерцијално неуспешна филма током 2010. године—Kites и Guzaarish— али је добио похвале критике за тумачење квадриплегичара мађионичара у потоњем филму. Године 2011, појавио се као судија у телевизијском плесном ријалити програму Just Dance. Рошан је такође глумио једну од три главне улоге, заједно са Фараном Актаром и Абејом Деолом, у комедији и драми Зоје Актар под називом Zindagi Na Milegi Dobara (2011), а потом је тумачио лик Виџеја Динаната Чоана у филму Agneepath (2012), римејку истоименог филма из 1990. године. Године 2013, Рошан се појавио у трећем делу франшизе о Кришу, а следеће године глумио у филму Bang Bang!, римејку холивудског филма Knight and Day из 2010. године. Agneepath, Krrish 3, и Bang Bang! спадају у његове филмове који су остварили највећу зараду. Након тога, Рошан је глумио у комерцијално успешном биографском филму Super 30 (2019), у ком је тумачио математичара Ананда Кумара.

## Филмови
| Филмови који још увек нису објављени | Означава филмове који још увек нису објављени |

| Наслов                      | Год. | Улога                             | Режисер(и)          | Напомене                                                                            | Реф.                 |
| --------------------------- | ---- | --------------------------------- | ------------------- | ----------------------------------------------------------------------------------- | -------------------- |
| Aasha                       | 1980 | Неименовано                       | Џ. Ом Пракаш        | Непризнато појављивање у песми Jaane Hum Sadak Ke Logon                             | [ 27 ]               |
| Aap Ke Deewane              | 1980 | Млади Рахим                       | Сурендра Моан       | Непризнато појављивање                                                              | [ 1 ]                |
| Aas Paas                    | 1981 | Неименовано                       | Џ. Ом Пракаш        | Непризнато појављивање у песми Shehar Main Charchi Hai                              | [ 2 ]                |
| Aasra Pyaar Da              | 1983 | Непознато                         | Џ. Ом Пракас        | Панџаби филм Непризнато појављивање                                                 | [ 2 ]                |
| Bhagwaan Dada               | 1986 | Говинда                           | Џ. Ом Пракаш        |                                                                                     | [ 28 ]               |
| Khudgarz                    | 1987 | —                                 | Ракеш Рошан         | Помоћник режисера                                                                   | [ 1 ]                |
| King Uncle                  | 1993 | —                                 | Ракеш Рошан         | Помоћник режисера                                                                   | [ 1 ]                |
| Karan Arjun                 | 1995 | —                                 | Ракеш Рошан         | Помоћник режисера                                                                   | [ 29 ]               |
| Koyla                       | 1997 | —                                 | Ракеш Рошан         | Помоћник режисера                                                                   | [ 29 ]               |
| Kaho Naa... Pyaar Hai       | 2000 | Роит/Раџ Чопра[I]                 | Ракеш Рошан         | Филмфер награда за најбољег глумца Филмферова награда за најбољи мушки филмски деби | [ 5 ] [ 30 ]         |
| Fiza                        | 2000 | Amaan Ikramullah                  | Khalid Mohamed      | Nominated—Филмфер награда за најбољег глумца                                        | [ 31 ] [ 32 ]        |
| Mission Kashmir             | 2000 | Алтаф Кан                         | Виду Винод Чопра    |                                                                                     | [ 33 ]               |
| Yaadein                     | 2001 | Ронит Малотра                     | Субаш Гаи           |                                                                                     | [ 34 ]               |
| Kabhi Khushi Kabhie Gham... | 2001 | Роан Раичард                      | Каран Џоар          | Номинација — Filmfare Award for Best Supporting Actor                               | [ 35 ] [ 36 ]        |
| Aap Mujhe Achche Lagne Lage | 2002 | Роит                              | Викрам Бат          |                                                                                     | [ 37 ]               |
| Na Tum Jaano Na Hum         | 2002 | Раул Шарма                        | Арџун Саблок        |                                                                                     | [ 38 ]               |
| Mujhse Dosti Karoge!        | 2002 | Раџ Кана                          | Кунал Коли          |                                                                                     | [ 39 ]               |
| Main Prem Ki Diwani Hoon    | 2003 | Прем Кишен Матур                  | Сурај Барјатја      |                                                                                     | [ 40 ]               |
| Koi... Mil Gaya             | 2003 | Роит Мера                         | Ракеш Рошан         | Филмфер награда за најбољег глумца Filmfare Critics Award for Best Actor            | [ 12 ] [ 41 ]        |
| Lakshya                     | 2004 | Каран Шергил                      | Фаран Актар         | Номинација — Филмфер награда за најбољег глумца                                     | [ 42 ] [ 43 ]        |
| Krrish                      | 2006 | Кришна Мера / Криш & Роит Мера[I] | Ракеш Рошан         | Номинација — Филмфер награда за најбољег глумца                                     | [ 44 ] [ 45 ]        |
| Dhoom 2                     | 2006 | Арјан/Гдин А                      | Сања Гадви          | Филмфер награда за најбољег глумца                                                  | [ 16 ] [ 46 ]        |
| I See You                   | 2006 | Непознато                         | Вивек Аргвал        | Специјално појављивање у песми Subah Subah                                          | [ 47 ]               |
| Om Shanti Om                | 2007 | Самог себе                        | Фарах Кан           | Специјално појављивање                                                              | [ 48 ]               |
| Jodhaa Akbar                | 2008 | Џалахудин Мухамед Акбар           | Ашутош Говарикер    | Филмфер награда за најбољег глумца                                                  | [ 17 ] [ 49 ]        |
| Krazzy 4                    | 2008 | Непознато                         | Џаидеп Сен          | Special appearance in song "Krazzy 4"                                               | [ 50 ]               |
| Luck by Chance              | 2009 | Али Зафар Кан                     | Зоја Актар          |                                                                                     | [ 51 ]               |
| Kites                       | 2010 | Џаи Синганиа                      | Анураг Басу         | Такође и плејбек певач на песми Kites in the Sky                                    | [ 52 ] [ 53 ]        |
| Guzaarish                   | 2010 | Итан Маскаренас                   | Санџеј Лила Бансали | Номинација — Филмфер награда за најбољег глумца                                     | [ 53 ] [ 54 ] [ 55 ] |
| Zindagi Na Milegi Dobara    | 2011 | Арјун Салуџа                      | Зоја Актар          | Номинација — Филмфер награда за најбољег глумца                                     | [ 56 ] [ 57 ] [ 58 ] |
| Don 2                       | 2011 | Дон                               | Фаран Актар         | Специјално појављивање                                                              | [ 59 ]               |
| Agneepath                   | 2012 | Виџеј Динанат Чоан                | Каран Малотра       | Номинација — Филмфер награда за најбољег глумца                                     | [ 60 ] [ 61 ]        |
| Main Krishna Hoon           | 2013 | Самог себе                        | Раџив Руја          | Камео улога                                                                         | [ 62 ]               |
| Krrish 3                    | 2013 | Кришна Мера / Криш & Роит Мера[I] | Ракеш Рошан         | Номинација — Филмфер награда за најбољег глумца                                     | [ 63 ] [ 64 ]        |
| Bang Bang!                  | 2014 | Раџвир Нанда/Џаи Нанда            | Сидарда Ананд       | Номинација — Филмфер награда за најбољег глумца                                     | [ 65 ] [ 66 ]        |
| Hey Bro                     | 2015 | Самог себе                        | Аџеј Чандок         | Специјално појављивање у песми Birju                                                | [ 67 ]               |
| Mohenjo Daro                | 2016 | Сарман                            | Ашутош Говарикер    |                                                                                     | [ 68 ]               |
| Kaabil                      | 2017 | Роан Батнагар                     | Сања Гупта          | Номинација — Филмфер награда за најбољег глумца                                     | [ 69 ]               |
| Hrudayantar                 | 2017 | Самог себе                        | Викрам Фандис       | Марати филм Камео улога                                                             | [ 70 ]               |
| Super 30                    | 2019 | Ананд Кумар                       | Викас Бал           | Такође и плејбек певач на песми Question Mark                                       | [ 71 ]               |
| War                         | 2019 | Кабир Ананд                       | Сидарт Ананд        |                                                                                     | [ 72 ]               |

## Телевизија
| Наслов                               | Год. | Улога      | Креатор(и)       | Режисер(и)      | Напомене                  | Реф.   |
| ------------------------------------ | ---- | ---------- | ---------------- | --------------- | ------------------------- | ------ |
| The World History of Organized Crime | 2001 | Самог себе | Тауерс продакшон | Скот Александер | Телевизијски документарац | [ 73 ] |
| Just Dance                           | 2011 | Судија     | SOL              | Ашим Сен        | Ријалити шоу              | [ 19 ] |

## Појављивања у музичким видео снимцима
| Наслов        | Год. | Улога     | Извођач(и)        | Албум | Реф.   |
| ------------- | ---- | --------- | ----------------- | ----- | ------ |
| Dheere Dheere | 2015 | Непознато | Yo Yo Honey Singh | —     | [ 74 ] |
| Ae Raju       | 2016 | Непознато | 6 Pack Band       | —     | [ 75 ] |